# Mladen Krstajić
Mladen Krstajić [mladɛn kr̩stajitɕ] (* 4. März 1974 in Zenica, SFR Jugoslawien) ist ein ehemaliger serbischer Fußballspieler und aktueller -trainer.
Er ist ehemaliger Nationaltrainer der serbischen Nationalmannschaft und übernahm von Juli 2022 bis Oktober 2023 das Amt des bulgarischen Nationaltrainers.

## Karriere

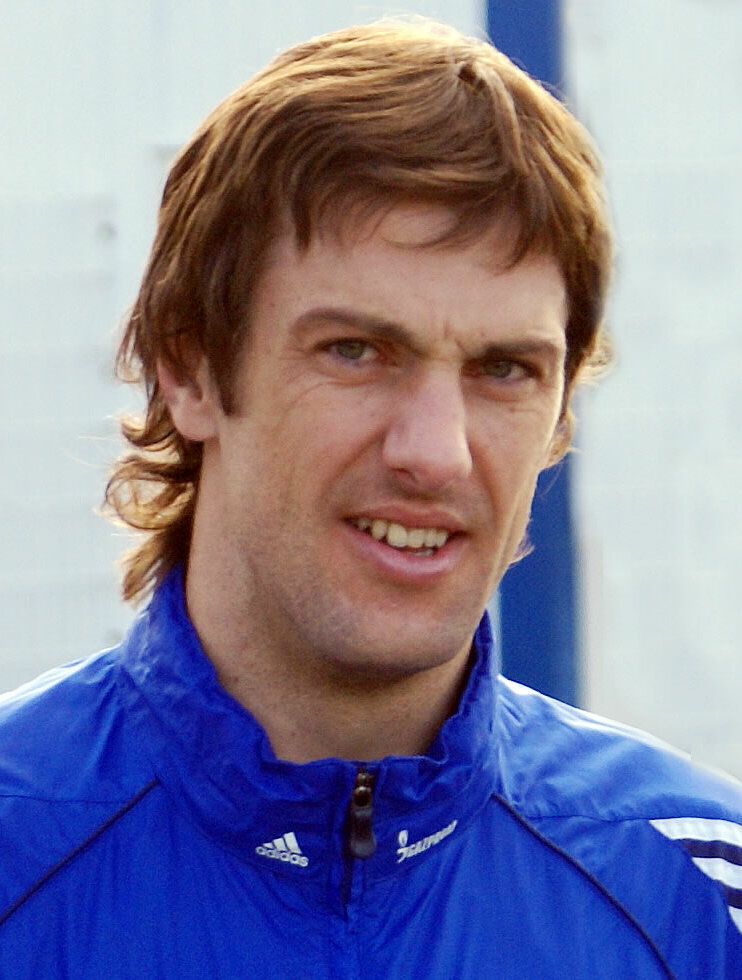
Krstajić beim FC Schalke 04 (2007)

Krstajić wurde 1974 im jugoslawischen Zenica, heute Bosnien und Herzegowina, als Sohn einer Serbin aus Bijeljina und eines Montenegriners aus Žabljak geboren. Mladen Krstajićs Profikarriere begann bei Partizan Belgrad, wo er von 1996 bis 2000 spielte. Vorher war er bei NK Čelik Zenica (1984–1992) und beim OFK Kikinda (1992–1995) aktiv. Im Jahr 2000 wechselte er für eine Ablösesumme von rund 1,25 Millionen Euro zu Werder Bremen. Nachdem er mit Bremen im Jahr 2004 die deutsche Meisterschaft und den DFB-Pokal gewonnen hatte, wechselte er ablösefrei zum FC Schalke 04. Dort spielte er üblicherweise zusammen mit Marcelo Bordon in der Innenverteidigung. Mit seinem neuen Verein gewann Krstajić den DFL-Ligapokal; 2005 und 2007 wurde er mit Schalke jeweils Vizemeister. Nach dem 16. Spieltag der Saison 2007/08 machte Krstajić durch einen nicht genehmigten Diskobesuch bis in die frühen Morgenstunden auf sich aufmerksam. Er wurde daraufhin am Tag des über den Verbleib im europäischen Wettbewerb entscheidenden Spiels in der UEFA Champions League gegen Rosenborg Trondheim suspendiert. Nachdem sein Vertrag beim FC Schalke 04 nach der Saison 2008/09 nicht verlängert worden war, wechselte Krstajić ablösefrei zurück zum serbischen Klub FK Partizan Belgrad, wo er einen Zweijahresvertrag unterschrieben hat. Während seiner neunjährigen Bundesligalaufbahn bestritt Krstajić 243 Spiele und schoss dabei 18 Tore.
Krstajić bestritt zwischen 1999 und 2008 59 Länderspiele für die jugoslawische bzw. serbisch-montenegrinische Fußballnationalmannschaft und die serbische Fußballnationalmannschaft und schoss dabei 2 Tore.
Nach der aktiven Laufbahn war er bis Ende Dezember 2011 Sportdirektor bei Partizan Belgrad.
Krstajić ist seit dem 23. Januar 2015 Präsident des FK Radnik Bijeljina, einer Fußballmannschaft aus Bosnien-Herzegowina und zeitgleich Co-Trainer unter Slavoljub Muslin der serbischen A-Nationalmannschaft seit dem 22. Mai 2016. Nach Muslins Entlassung im Oktober 2017 wurde Krstajić zunächst interimsweise serbischer Nationaltrainer und erhielt im Dezember 2017 einen Vertrag bis zur WM 2018.
Krstajić ist verheiratet und hat drei Kinder.
Bei der WM 2018 sorgte Krstajić für einen Eklat. Einen Tag nach dem verlorenen Spiel der von ihm trainierten serbischen Nationalmannschaft gegen die Schweiz verglich er den Schiedsrichter des Spiels, Felix Brych, mit einem Kriegsverbrecher der Jugoslawienkriege: „Ich würde ihn nach Den Haag schicken. Damit sie ihm den Prozess machen, wie sie ihn uns gemacht haben“. Für diese Äußerung sprach die FIFA eine Strafe in Höhe von 5000 Schweizer Franken gegen Krstajić aus.

## Titel
- Jugoslawischer Meister (1996, 1997, 1999, 2009, 2010, 2011) mit Partizan Belgrad
- Jugoslawischer Pokalsieger (1998) mit Partizan Belgrad
- Serbischer Pokalsieger (2009, 2011) mit Partizan Belgrad
- Deutscher Meister (2004) mit Werder Bremen
- DFB-Pokal-Sieger (2004) mit Werder Bremen
- Deutscher Ligapokal-Sieger (2005) mit Schalke 04